# Munidopsis verrucosa
Munidopsis verrucosa är en kräftdjursart som beskrevs av Khodkina 1975. Munidopsis verrucosa ingår i släktet Munidopsis och familjen trollhumrar. Inga underarter finns listade i Catalogue of Life.